# Who Else!
Who Else! – album studyjny brytyjskiego gitarzysty Jeffa Becka. Wydawnictwo ukazało się 16 marca 1999 roku nakładem wytwórni muzycznej Epic Records. Becka w nagraniach wsparli basista Randy Hope-Taylor, perkusista Steve Alexander, gitarzystka Jennifer Batten oraz klawiszowiec Tony Hymas.

## Lista utworów
Opracowano na podstawie materiału źródłowego.
| Nr  | Tytuł utworu           | Autorzy                                | Długość |
| --- | ---------------------- | -------------------------------------- | ------- |
| 1.  | „What Mama Said”       | Jennifer Batten, Jeff Beck, Tony Hymas | 3:22    |
| 2.  | „Psycho Sam”           | Hymas                                  | 4:55    |
| 3.  | „Brush with the Blues” | Hymas, Beck                            | 6:24    |
| 4.  | „Blast from the East”  | Hymas                                  | 4:46    |
| 5.  | „Space for the Papa”   | Hymas                                  | 7:41    |
| 6.  | „Angel (Footsteps)”    | Hymas                                  | 6:30    |
| 7.  | „THX138”               | Hymas                                  | 6:15    |
| 8.  | „Hip-Notica”           | Hymas, Beck                            | 4:40    |
| 9.  | „Even Odds”            | Jan Hammer                             | 3:29    |
| 10. | „Declan”               | Dónal Lunny                            | 4:02    |
| 11. | „Another Place”        | Hymas                                  | 1:48    |
|     |                        |                                        | 53:52   |

## Listy sprzedaży
| Lista           | Kraj              | Pozycja |
| --------------- | ----------------- | ------- |
| Billboard 200   | Stany Zjednoczone | 99      |
| UK Albums Chart | Wielka Brytania   | 74      |

## Literatura przedmiotu
- Jeff Beck / Who Else! (Authentic Guitar-Tab), 1999, Alfred Music, ISBN 978-0-7692-8444-6